# Indiana Pacers
Gli Indiana Pacers sono una delle trenta squadre di pallacanestro che militano nel massimo campionato professionistico statunitense, la National Basketball Association. La loro sede è sin dalla fondazione nella città di Indianapolis, nello Stato dell'Indiana, da cui deriva il nome della franchigia. Arena di gioco è la Gainbridge Fieldhouse situata nel centro di Indianapolis. I Pacers sono una delle sole cinque squadre NBA a non avere nel nome il riferimento diretto alla città. Le altre quattro sono i Golden State Warriors di San Francisco, i Brookyln Nets di New York, gli Utah Jazz di Salt Lake City e i Minnesota Timberwolves di Minneapolis.
Colori sociali della franchigia sono il giallo oro e il blu marino, spesso abbinato a piccoli inserti di grigio. Logo dei Pacers è un cerchio attorniato dalla scritta Indiana Pacers e al centro una P con all'interno un piccolo pallone da basket giallo. Il nome Pacers nasce da una combinazione della ricca storia dell'Indiana con i pacer da corsa al trotto e la 'pace car' utilizzata per la corsa della 500 Miglia di Indianapolis.
Nati nel 1967 come una delle undici squadre che presero parte alla prima stagione ABA, allora lega rivale e parallela della NBA, i Pacers sono l'unica franchigia insieme ai Kentucky Colonels che non si è trasferita né ha cambiato nome durante la sua permanenza nella federazione sino al 1976, risultando soprattutto la squadra più vincente nella storia dell'ABA con ben 3 titoli vinti e un totale di 5 finali disputate.
Dal 1976 a seguito della parziale fusione fra le due leghe, i Pacers sono stati ammessi in NBA assieme ai New York Nets, ai San Antonio Spurs e ai Denver Nuggets. Contando solo i dati da quando la franchigia si è trasferita in NBA, dal 1976 al 2024 i Pacers hanno raggiunto i playoff in 28 occasioni, fermandosi diverse volte a un passo dalle Nba Finals, raggiunte in due occasioni, nella stagione 1999-2000, terminata con una sconfitta nella serie contro i Los Angeles Lakers di Kobe Bryant e Shaquille O'Neal e nel 2025 contro OKC.
Grazie alla grande passione per la pallacanestro, diffusa praticamente in tutto l'Indiana, sia a livello di college che di basket universitario, i Pacers hanno da sempre una delle tifoserie più calde ed appassionate dell'intera NBA.

## Storia della franchigia

### 1967-1976: La nascita e gli anni in ABA
All'inizio del 1967 un gruppo di sei investitori: l'avvocato Richard Tinkham, John DeVoe, Chuck DeVoe, l'imprenditore Lyn Treece, l'agente sportivo Chuck Barnes e lo scrittore sportivo dell'Indianapolis Star Bob Collins, uniscono le risorse per creare una franchigia da iscrivere alla American Basketball Association.
I Pacers di queste prime stagioni si basano sulla presenza di importanti giocatori come Mel Daniels, George McGinnis, Bob Netolicky, Rick Mount, Freddie Lewis e Roger Brown, diventando subito un punto di riferimento per l'intero torneo e guadagnandosi subito 'i gradi' di squadra da battere. I Pacers diventano subito la squadra di riferimento della ABA vincendo tre campionati in quattro anni e raggiungendo complessivamente le finali cinque volte nei nove anni totali di storia della lega, in cui arrivano sempre ai playoff. Numeri che rendono i Pacers la squadra più vincente della lega, ottenendo l'appellativo di 'Boston Celtics della ABA', riferendosi alle tante vittorie e titoli ottenuti dai Celtics nell'altra lega rivale.
Durante le prime stagioni in ABA i Pacers giocano le partite casalinghe all'Indiana State Fairgrounds Coliseum, mentre dal 1974 al 1976 in ABA e dal 1976 fino al 1999 in NBA, la squadra disputa le proprie partite interne nella nuova Market Square Arena, situata nel centro di Indianapolis. Si sposteranno poi dal 1999 nell'attuale Gainbridge Fieldhouse.
A metà degli anni settanta, quando divenne ormai evidente il crescente indebitamento delle squadre ABA dovuto principalmente alla mancanza di un contratto televisivo nazionale che contribuisse a coprire gli alti costi, anche i Pacers insieme a San Antonio Spurs, New York Nets (oggi Brooklyn Nets) e Denver Nuggets, accettarono di entrare in NBA a partire dalla stagione 1976-77.

### 1976-1987: L'esordio in NBA e i primi playoff
Nel 1976 entrano nella National Basketball Association con una squadra indebolita tecnicamente e in una delicata situazione dal punto di vista finanziario, soprattutto a causa dei 3,2 milioni di dollari che l'NBA chiedeva ad ognuna delle squadre provenienti dall'ABA e alla mancata condivisione con loro dei ricavi televisivi per i primi 4 anni post fusione. Numeri alla mano, con l'ingresso in NBA, i Pacers perdono quel ruolo predominante avuto sino a quel momento in ABA, dovendosi abituare fin da subito alla grande competitività presente nella NBA con una squadra impoverita tecnicamente e finanziariamente.
I Pacers concludono la loro stagione inaugurale con un record negativo di 36 vittorie e 46 sconfitte. I Pacers sono fortemente indebitati e sul punto di essere trasferiti in un'altra città. Ipotesi che non si rese poi necessaria a seguito di una raccolta fondi televisiva, che raggiunse i 2 milioni di dollari raccolti con 8mila abbonamenti, per permettere alla franchigia di restare ad Indianapolis. Uniche note di rilievo della stagione d'esordio sono i giocatori Billy Knight e Don Buse che rappresentano subito Indiana nell'NBA All-Star Game. Questa è una delle poche soddisfazioni per la franchigia nei successivi 13 anni, fino al 1989, dato che in quelle 13 stagioni i Pacers raggiungono i playoff solo in due circostanze.
La mancanza di continuità diventa la norma per la maggior parte del decennio, in cui vengono inoltre scambiati Knight e Buse prima ancora dell'inizio della stagione 1977-78. Nel 1980 i Pacers scambiano Alex English con i Nuggets per riacquistare l'ex stella dell'ABA George McGinnis. McGinnis aveva da tempo superato il suo apice e contribuì molto poco durante i suoi due anni di ritorno. English al contrario sarebbe diventato uno dei più grandi marcatori nella storia della NBA. Nella quinta stagione in NBA nel 1980-81, arrivano i primi playoff, con i Pacers che escono sconfitti al primo turno contro i favoriti Philadelphia 76ers del grande Julius Erving. Dopo un'anonima stagione 1981-82, i Pacers terminano l'1982-83 con il loro peggior record di tutti i tempi di 20-62 e vincendo poi solo 26 partite nel 1983-84, terminando con il peggior record della Eastern Conference che avrebbe dato alla franchigia la seconda scelta assoluta nel draft. Uno dei draft più profondi nella storia della NBA, con le future stelle Michael Jordan, Hakeem Olajuwon, Charles Barkley e John Stockton. I Pacers scambiano una scelta del draft 1984 con i Portland Trail Blazers per il centro Tom Owens, che aveva giocato per i Pacers durante la loro ultima stagione ABA. Owens gioca un anno per i Pacers con scarso impatto e un anno dopo usce del tutto dalla lega. 
Dopo aver vinto 22 partite nel 1984-85 e 26 partite nel 1985-86, Jack Ramsay sostituisce in panchina George Irvine come allenatore e guida i Pacers a un record di 41-41 nel 1986-87 alla loro seconda apparizione ai playoff. Chuck Person, soprannominato "The Rifleman" per il suo famoso tiro dalla lunga distanza, guida la squadra e vince inoltre il premio NBA Rookie of the Year. Sono i Pacers, oltre che di Chuck Person, anche di giocatori come Clint Richardson, Wayman Tisdale ed Herb Williams. La prima vittoria nei playoff nella storia della franchigia in NBA arriva in gara 3 del primo turno contro gli Atlanta Hawks di Dominique Wilkins, ma è l'unica vittoria in quella serie, poiché gli Hawks riescono a passare agevolmente il turno in quattro gare complessive. È il primo tassello della rinascita della squadra, culminata con la ciliegina sulla torta dell'arrivo a Indianapolis della guardia Reggie Miller, destinato a rendere i Pacers una importante contender per il titolo ad Est per tutti gli anni novanta, arrivando in ben quattro occasioni a giocarsi le finali di Conference ad Est: nel 1994, 1995, 1998 e 1999.

### 1987–2005: Gli anni di Reggie Miller e le Nba Finals
Nel 1987 con l'arrivo di Reggie Miller dal draft, i Pacers iniziano a gettare le basi per un futuro di competitività. I Pacers mancano i playoff nel 1987-88, scegliendo Rik Smits nel draft NBA 1988 e disputando una disastrosa stagione 1988-89 in cui l'allenatore Jack Ramsay si dimette dopo una partenza di 0 vittorie e 7 sconfitte, sostituito in panchina da Dick Versace a cui poco dopo seguirà Bob Hill. Nel 1989 viene scambiato il centro Herb Williams con i Dallas Mavericks in cambio del futuro due volte NBA Sixth Man-of-the Year, Detlef Schrempf. 
Dal 1989-90 al 1995-96 i Pacers raggiungono sempre i playoff. È la squadra, oltre che di Reggie Miller e Detlef Schrempf, anche di giocatori di valore come George McCloud e LaSalle Thompson. Se fino alla stagione 1992-93 le eliminazioni playoff avvengono sempre al primo turno, il passo in avanti avviene dalla stagione successiva, con l'avvento in panchina di Larry Brown. I Pacers completano una trade molto criticata mandando Schrempf ai Seattle SuperSonics in cambio di Derrick McKey, che si rivela invece giocatore importante per il gioco della squadra. Ai playoff dopo aver eliminato Orlando Magic e Atlanta Hawks, i Pacers cadono nella finale ad Est contro i New York Knicks di Patrick Ewing e John Starks.
La finale ad Est si replica anche la stagione 1994-95, in cui in squadra arriva Mark Jackson, dando una mano importante nella posizione di playmaker. La squadra spazza via gli Atlanta Hawks al primo turno e i New York Knicks nelle semifinali di Conference. Questa volta i Pacers cadono nella finale ad Est sotto i colpi degli Orlando Magic della coppia Penny Hardaway e Shaquille O'Neal dopo una serie tiratissima conclusa a gara 7.
Passo indietro nel 1995-96 con uscita al primo turno ma con un piccolo record da segnalare. I Pacers infatti in quella stagione sono l'unica squadra a sconfiggere i Chicago Bulls di Michael Jordan per due volte nella regular season, in una squadra che ha fatto la storia con un record di 72 vinte e 10 perse. Ulteriore passo indietro nel 1996-97 in cui, a causa di tanti infortuni ai suoi giocatori chiave, i Pacers, in cui pesa anche l'assenza di Mark Jackson, ceduto ai Denver Nuggets, non riescono ad accedere ai playoff per la prima volta dal 1989. Questo risultato spinge Larry Brown alle dimissioni in panchina, sostituito dall'ex stella dei Celtics, Larry Bird, nativo curiosamente dell'Indiana.

Bird guida i Pacers al ciclo migliore della storia della franchigia, ottenendo nelle prime due stagioni altrettante finali ad Est, arrivando poi nel 1999-00 alle tante agognate Nba Finals per la prima volta. Oltre a Reggie Miller, l'ossatura della squadra è composta da Mark Jackson, tornato dopo un solo anno a Denver, Derrick McKey, Chris Mullin e Sam Perkins. Se nel 1997-98 la squadra esce in finale ad Est per mano dei Chicago Bulls e nel 1998-99 per mano dei New York Knicks, nulla può fermare il percorso dei Pacers nella quasi trionfale stagione 1999-00. Dopo aver eliminato i Milwaukee Bucks al primo turno e i Philadelphia 76ers in semifinale, per la prima volta superano lo scoglio della finale ad Est eliminando i New York Knicks, ormai un grande classico dei playoff ad est degli anni novanta. La prima apparizione alle finali NBA vede però una sconfitta in sei gare contro i favoriti Los Angeles Lakers di Kobe Bryant e Shaquille O'Neal, che chiudono i sogni di gloria di Indiana. Quello è anche il punto più alto raggiunto nella storia della franchigia, che non sarà più capace di raggiungere, nonostante tante altre stagioni ai playoff, l'arrivo alle Nba Finals, fino alla stagione 2024/2025.

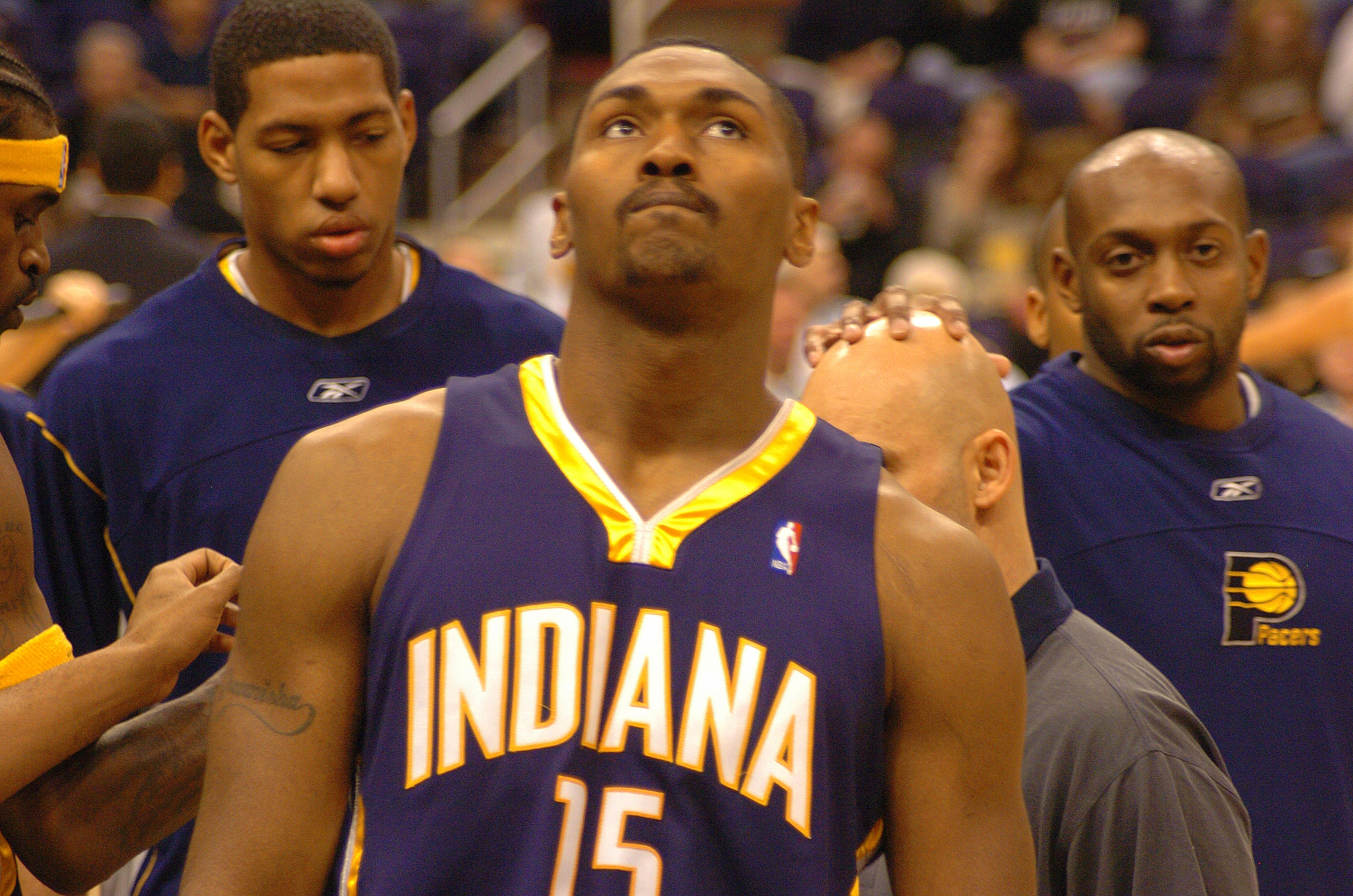
Ron Artest

Dalla stagione 2000-01 alla stagione 2005-06 seguono altre sei stagioni consecutive ai playoff, con i Pacers guidati in panchina prima da Isaiah Thomas prima e poi da Rick Carlisle e culminate con la finale ad Est nel 2003-04, con la regular season migliore della franchigia con un bottino di 61 vinte e 21 perse. Ai playoff i Pacers vengono eliminati nella finale ad Est dai Detroit Pistons futuri campioni e guidati in panchina dall'ex coach Larry Brown. Sono i Pacers, oltre che del solito Reggie Miller ormai agli ultimi anni di carriera e in fisiologico calo fisico, anche di Jermaine O'Neal e Ron Artest, destinati a diverse apparizioni nel weekend dell'Nba All Star Game e Artest nominato difensore dell'anno.
I Pacers iniziano bene la stagione 2004-05 fino al 19 novembre 2004 quando, durante un incontro contro i Detroit Pistons, scoppia una rissa che vede coinvolti alcuni giocatori, compreso Ron Artest. Molti dei giocatori coinvolti vengono sospesi dal commissario NBA David Stern e Artest subisce la decisione più severa: sospeso per il resto della stagione. Dopo la rissa e le sospensioni che ne sono seguite, i Pacers peggiorano nelle prestazioni, ottenendo comunque l'accesso ai playoff e arrivando alle semifinali, sconfitti, ironia della sorte, dai Detroit Pistons. La partita del 19 maggio 2005 contro i Pistons chiude un'epoca ad Indianapolis, dato che è l'ultima della carriera di Reggie Miller dopo 18 anni, l'intera carriera, con i Pacers. il 30 marzo 2006 i Pacers ritirano ufficialmente la maglia numero 31 di Miller, andando ad aggiungersi alle maglie già ritirate dai Pacers di George McGinnis, Mel Daniels e Roger Brown.

### 2005–2017: Il nuovo ciclo con Danny Granger, Roy Hibbert e Paul George
La squadra avvia la fase di ricostruzione per il post Miller e sceglie al draft 2005 Danny Granger. Durante la stagione 2005-06 i Pacers scambiano Ron Artest con i Sacramento Kings in cambio di Peja Stojaković. Nonostante la perdita di Reggie Miller, la 'questione Artest' e molti infortuni, i Pacers raggiungono i playoff nel 2006 per la quattordicesima volta in 15 anni, uscendo tuttavia al primo turno contro i New Jersey Nets.
Per quattro stagioni, in piena fase di ricostruzione, i Pacers chiudono le stagioni dal 2006-07 al 2009-10 sempre in regular season. In panchina a Rick Carlisle subentra nel frattempo Jim O'Brien. Nel 2009 i Pacers, che continuano nell'opera di ricostruzione, scambiano Jermaine O'Neal ai Toronto Raptors in cambio di Roy Hibbert, Rasho Nesterović e Maceo Baston. Intenzione dei Pacers è creare l'ossatura della nuova squadra sul duo Granger-Hibbert, con quest'ultimo divenuto poi all-star.
Nel draft 2010 i Pacers aggiungono un elemento importate al roster con l'ala Paul George a cui segue l'arrivo della guardia Lance Stephenson. Nella stagione 2010-11 iniziano a vedersi i frutti della ricostruzione, con la squadra, passata nel frattempo a coach Frank Vogel, che torna a giocare i playoff, sebbene poi venga eliminata subito al primo turno dai Chicago Bulls. Per il 2011-12 arrivano George Hill dai San Antonio Spurs e l'ex All Star David West, con la squadra che giunge sino alle semifinali ad Est, eliminata pur avendo tenuto testa ai potenti Miami Heat di Dwayne Wade, LeBron James e Chris Bosh.
Le premesse per riaprire un ciclo vincente ci sono tutte e per la franchigia le prospettive future sono nuovamente buone, con l'intenzione di provare a puntare nuovamente alle finali Nba.
Nel draft 2012 i Pacers selezionano il centro Miles Plumlee e acquisiscono giocatori chiave per allungare le rotazioni dalla panchina. Nel 2012-13 la squadra dei vari Paul George, Roy Hibbert, Danny Granger e George Hill conquista il titolo della Central Division realizzando un grande cammino ai playoff, in cui sono solo i Miami Heat al termine di una serie tiratissima a impedire a Pacers l'accesso alla seconda finale Nba della storia. Stesso copione nella stagione 2013-14 in cui i Pacers dopo una grande regular season, arrivano nuovamente alle finali ad Est, eliminati ancora una volta dai Miami Heat, autentica nuova bestia nera per la franchigia di Indianapolis. Anche in questo caso la serie è tirata e si chiude a gara 6 con i Pacers che, per l'ennesima volta nella loro storia in NBA, devono arrendersi proprio ad un passo dalle finals.
Alla vigilia della stagione 2014-15, Paul George, che stava giocando in preparazione per la Coppa del Mondo FIBA, subisce una brutta frattura alla gamba destra, che lo costringe a saltare l'intera stagione. Questo complica i piani dei Pacers che, dopo le due finali ad Est, non riescono a raggiungere i playoff, puntando sulle performance dei giocatori principali: Roy Hibbert, David West e Luis Scola. Per il 2015-16, con George ripreso dall'infortunio, viene ingaggiata la stella Monta Ellis insieme a Jordan Hill e Ty Lawson. I Pacers tornano subito ai playoff, uscendo però al primo turno contro i Toronto Raptors. Per il 2016-17 il presidente Larry Bird decide per un cambio in panchina per dare nuova linfa alla squadra. A Frank Vogel subentra Nate McMillan. Sul mercato la dirigenza acquisisce i nuovi titolari Jeff Teague e Thaddeus Young, così come i giocatori chiave della panchina Al Jefferson e Aaron Brooks. Durante la stagione si qualificano per il secondo anno di fila per i playoff, uscendo però anche in questo caso al primo turno, questa volta per mano dei Cleveland Cavaliers campioni in carica.

Alla fine della stagione arriva l'addio di Paul George, che dopo sette anni lascia la canotta Pacers in direzione Oklahoma City, dove con Russell Westbrook e Carmelo Anthony, la dirigenza degli Oklahoma City Thunder intende creare una squadra in grado di puntare al titolo. Per Indiana invece si prospetta una nuova fase di ricostruzione.

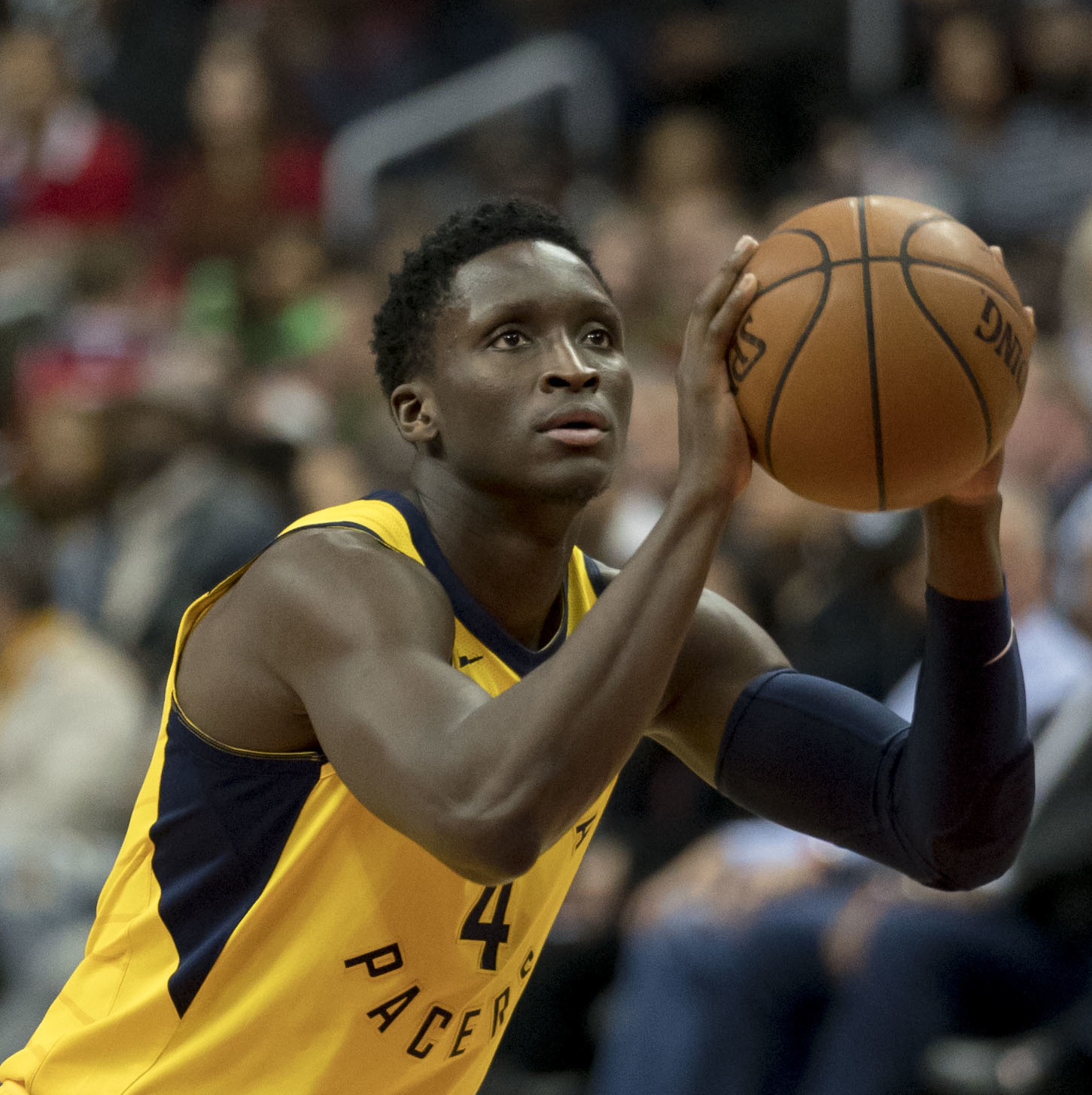
Victor Oladipo

### 2017-2021: Periodo di transizione
Nel 2017 Paul George viene dunque ceduto agli Oklahoma City Thunder in cambio di Victor Oladipo e Domantas Sabonis. L'arrivo dei giovani prospetti viene visto con iniziale scetticismo, ma Oladipo si rende subito protagonista della sua migliore stagione in carriera, aggiudicandosi il premio come NBA Most Improved Player Award per la stagione 2017-18. Anche Sabonis, dal canto suo, mostra un miglioramento dei numeri relativi ai punti, rimbalzi ed assist. I Pacers si qualificano nuovamente per i playoff, uscendo al primo turno contro i Cleveland Cavaliers come la stagione precedente. Nelle stagioni 2018-19 e 2019-20 continuano a passare tranquillamente la regular season, sbattendo però sempre contro il muro del primo turno playoff, eliminati rispettivamente da Boston Celtics e Miami Heat. Nel frattempo arrivano ad Indianapolis giocatori come TJ McConnell e Justin Holiday nell'ottica di una miglior rotazione dalla panchina.
Per il 2020-21 i Pacers decidono di separarsi da coach Nate McMillan, annunciando nuovo allenatore l'ex assistente dei Toronto Raptors, Nate Bjorkgren. Nell'ottica di una nuova ricostruzione, Victor Oladipo viene scambiato con gli Houston Rockets come parte di un accordo a più squadre, che manda James Harden ai Brooklyn Nets e Caris LeVert ad Indianapolis. La stagione si conclude con un'eliminazione in regular season nel play-in contro i Washington Wizards. Il brutto risultato costa subito la panchina a coach Bjorkgren, con la dirigenza Pacers che decide di effettuare una nuova ripartenza ad iniziare dalla panchina, su cui viene chiamato a sedere nuovamente Rick Carsisle, che torna ad Indianapolis dopo la lunga parentesi sulla panchina dei Dallas Mavericks con cui ha vinto il titolo nel 2011.

### 2021-presente: La rinascita con Tyrese Haliburton
Nel draft 2021 i Pacers selezionano Chris Duarte, scelto per l'NBA All-Rookie Second Team 2022. In un 2021-22 ancora in piena ricostruzione, non riescono ad accedere ai playoff. Durante la stagione i Pacers scambiano Domantas Sabonis, Caris LeVert, Justin Holiday, Jeremy Lamb e Malcolm Brogdon in cambio di diverse scelte al primo giro del draft, con l'arrivo delle giovani stelle Tyrese Haliburton e Jalen Smith. Nel draft 2022 arriva Bennedict Mathurin con Haliburton che viene nel frattempo selezionato per il suo primo NBA All-Star Game nel 2023 e lo stesso Bennedict Mathurin arrivato quarto nella votazione per l'NBA Rookie of the Year Award 2023. Anche la stagione 2022-23 termina comunque con un'eliminazione in regular season, con la sensazione che un nuovo ciclo si stia però riaprendo grazie alla crescita delle giovani all star del roster.
Per la stagione 2023-24 i Pacers puntellano il roster acquisendo Obi Toppin, che si va a unire a Jalen Smith, Tyrese Haliburton, Aaron Nesmith e Bennedict Mathurin, a cui si aggiunge a metà stagione l'ala all-star Pascal Siakam dai Toronto Raptors. Per i Pacers è una grande stagione, chiusa con la qualificazione ai playoff grazie a uno stile di gioco veloce e divertente, con tanti punti segnati e schemi in grado di valorizzare al massimo le giovani stelle del roster. Dopo aver eliminato Milwaukee Bucks e New York Knicks, i ragazzi di Carlisle vengono eliminati, per l'ennesima volta nella storia, nella finale di Conference, questa volta con un secco 4-0 per mano dei Boston Celtics, destinati poche settimane dopo alla conquista dell'anello. Le basi di un nuovo ciclo sembrano comunque essere state gettate con la qualificazione playoff, con un roster praticamente immutato, che rimane l'obiettivo da perseguire anche per il 2024-25.

## Arene di gioco
- Indiana State Fair Coliseum (1967-1974)
- Market Square Arena (1974-1999)
- Gainbridge Fieldhouse (1999-presente)

## Squadra attuale
| \| Pos. \| Num. \| Naz. \| Nome \| Altezza \| Peso \| Data nascita \| Provenienza \| \| ---- \| ---- \| ---- \| ------------------- \| ------- \| ------ \| ------------ \| ---------------- \| \| P/G \| 0 \| \| Haliburton, Tyrese \| 196 cm \| 84 kg \| 29-02-2000 \| Iowa \| \| G/AP \| 00 \| \| Mathurin, Bennedict \| 201 cm \| 88 kg \| 19-06-2002 \| Arizona \| \| AG \| 1 \| \| Toppin, Obi \| 206 cm \| 100 kg \| 04-03-1998 \| Dayton \| \| G \| 2 \| \| Nembhard, Andrew \| 196 cm \| 88 kg \| 16-01-2000 \| Gonzaga \| \| C \| 3 \| \| Bryant, Thomas \| 208 cm \| 112 kg \| 31-07-1997 \| Indiana \| \| AG \| 5 \| \| Walker, Jarace \| 203 cm \| 107 kg \| 04-09-2003 \| Houston \| \| AP \| 8 \| \| Freeman, Enrique \| 201 cm \| 95 kg \| 29-07-2000 \| Akron \| \| G \| 9 \| \| McConnell, T.J. \| 185 cm \| 86 kg \| 25-03-1992 \| Arizona \| \| P/G \| 10 \| \| Dennis, Raymond \| 188 cm \| 82 kg \| 30-03-2001 \| Baylor \| \| G/AP \| 12 \| \| Furphy, Johnny \| 206 cm \| 91 kg \| 07-12-2004 \| Kansas \| \| C \| 13 \| \| Bradley, Tony \| 208 cm \| 111 kg \| 08-01-1998 \| North Carolina \| \| AG \| 16 \| \| Johnson, James \| 201 cm \| 109 kg \| 20-02-1987 \| Wake Forest \| \| AG \| 22 \| \| Jackson, Isaiah \| 208 cm \| 93 kg \| 10-01-2002 \| Kentucky \| \| AP \| 23 \| \| Nesmith, Aaron \| 198 cm \| 97 kg \| 16-10-1999 \| Vanderbilt \| \| G \| 26 \| \| Sheppard, Ben \| 198 cm \| 86 kg \| 16-07-2001 \| Belmont \| \| G \| 29 \| \| Jackson, Quenton \| 196 cm \| 78 kg \| 15-09-1998 \| Texas A&M \| \| AG \| 43 \| \| Siakam, Pascal \| 203 cm \| 111 kg \| 02-04-1994 \| New Mexico State \| \| P/G \| \| \| Jones, Kam \| 196 cm \| 91 kg \| 25-02-2002 \| Marquette \| \| G \| \| \| Peter, Taelon \| 193 cm \| 95 kg \| 27-02-2002 \| Liberty \| \| C \| \| \| Huff, Jay \| 216 cm \| 109 kg \| 25-08-1997 \| Virginia \| | Allenatore - Rick Carlisle Assistente/i - Maurice Baker - Jenny Boucek - Jannero Pargo - Jim Boylen - Lloyd Pierce - Mike Weinar - Isaac Yacob Legenda - (C) Capitano - (FA) Free agent - (S) Sospeso - (TW) Contratto Two-way - (GL) Assegnato a squadra G League affiliata - (SD) Scelto al Draft - Infortunato Roster • Transazioni · Ultima transazione: 27 giugno 2025 |                        |                     |         |        |              |                  |
| Pos. | Num. | Naz.                   | Nome                | Altezza | Peso   | Data nascita | Provenienza      |
| P/G | 0 | Stati Uniti (bandiera) | Haliburton, Tyrese  | 196 cm  | 84 kg  | 29-02-2000   | Iowa             |
| G/AP | 00 | Canada (bandiera)      | Mathurin, Bennedict | 201 cm  | 88 kg  | 19-06-2002   | Arizona          |
| AG | 1 | Stati Uniti (bandiera) | Toppin, Obi         | 206 cm  | 100 kg | 04-03-1998   | Dayton           |
| G | 2 | Canada (bandiera)      | Nembhard, Andrew    | 196 cm  | 88 kg  | 16-01-2000   | Gonzaga          |
| C | 3 | Stati Uniti (bandiera) | Bryant, Thomas      | 208 cm  | 112 kg | 31-07-1997   | Indiana          |
| AG | 5 | Stati Uniti (bandiera) | Walker, Jarace      | 203 cm  | 107 kg | 04-09-2003   | Houston          |
| AP | 8 | Stati Uniti (bandiera) | Freeman, Enrique    | 201 cm  | 95 kg  | 29-07-2000   | Akron            |
| G | 9 | Stati Uniti (bandiera) | McConnell, T.J.     | 185 cm  | 86 kg  | 25-03-1992   | Arizona          |
| P/G | 10 | Stati Uniti (bandiera) | Dennis, Raymond     | 188 cm  | 82 kg  | 30-03-2001   | Baylor           |
| G/AP | 12 | Stati Uniti (bandiera) | Furphy, Johnny      | 206 cm  | 91 kg  | 07-12-2004   | Kansas           |
| C | 13 | Stati Uniti (bandiera) | Bradley, Tony       | 208 cm  | 111 kg | 08-01-1998   | North Carolina   |
| AG | 16 | Stati Uniti (bandiera) | Johnson, James      | 201 cm  | 109 kg | 20-02-1987   | Wake Forest      |
| AG | 22 | Stati Uniti (bandiera) | Jackson, Isaiah     | 208 cm  | 93 kg  | 10-01-2002   | Kentucky         |
| AP | 23 | Stati Uniti (bandiera) | Nesmith, Aaron      | 198 cm  | 97 kg  | 16-10-1999   | Vanderbilt       |
| G | 26 | Stati Uniti (bandiera) | Sheppard, Ben       | 198 cm  | 86 kg  | 16-07-2001   | Belmont          |
| G | 29 | Stati Uniti (bandiera) | Jackson, Quenton    | 196 cm  | 78 kg  | 15-09-1998   | Texas A&M        |
| AG | 43 | Camerun (bandiera)     | Siakam, Pascal      | 203 cm  | 111 kg | 02-04-1994   | New Mexico State |
| P/G | | Stati Uniti (bandiera) | Jones, Kam          | 196 cm  | 91 kg  | 25-02-2002   | Marquette        |
| G | | Stati Uniti (bandiera) | Peter, Taelon       | 193 cm  | 95 kg  | 27-02-2002   | Liberty          |
| C | | Stati Uniti (bandiera) | Huff, Jay           | 216 cm  | 109 kg | 25-08-1997   | Virginia         |

## Record stagione per stagione
| Campione ABA | Campione di Division (Playoffs) | Campione di Division (Regular Season) |
| Campione NBA | Campione di Conference          | Campione di Division                  |

| Stagione             | V    | P    | %    | Playoff | Risultati                                                                                      |
| -------------------- | ---- | ---- | ---- | --- | ---------------------------------------------------------------------------------------------- |
| Indiana Pacers (ABA) |      |      |      | |                                                                                                |
| 1967-68              | 38   | 40   | 48,7 | Perdono le Division Semifinals                                                                                   | Pittsburgh 3, Indiana 0                                                                        |
| 1968-69              | 44   | 34   | 56,4 | Vincono le Division Semifinals Vincono le Division Finals Perdono le ABA Finals                                  | Indiana 4, Kentucky 3 Indiana 4, Miami 1 Oakland 4, Indiana 1                                  |
| 1969-70              | 59   | 25   | 70,2 | Vincono le Division Semifinals Vincono le Division Finals Vincono le ABA Finals                                  | Indiana 4, Carolina 0 Indiana 4, Kentucky 1 Indiana 4, Los Angeles 2                           |
| 1970-71              | 58   | 26   | 69,0 | Vincono le Division Semifinals Perdono le Division Finals                                                        | Indiana 4, Memphis 0 Utah 4, Indiana 3                                                         |
| 1971-72              | 47   | 37   | 56,0 | Vincono le Division Semifinals Vincono le Division Finals Vincono le ABA Finals                                  | Indiana 4, Denver 3 Indiana 4, Utah 3 Indiana 4, New York 2                                    |
| 1972-73              | 51   | 33   | 60,7 | Vincono le Division Semifinals Vincono le Division Finals Vincono le ABA Finals                                  | Indiana 4, Denver 1 Indiana 4, Utah 2 Indiana 4, Kentucky 3                                    |
| 1973-74              | 46   | 38   | 54,8 | Vincono le Division Semifinals Perdono le Division Finals                                                        | Indiana 4, San Antonio 3 Utah 4, Indiana 3                                                     |
| 1974-75              | 45   | 39   | 53,6 | Vincono le Division Semifinals Vincono le Division Finals Perdono le ABA Finals                                  | Indiana 4, San Antonio 2 Indiana 4, Denver 3 Kentucky 4, Indiana 1                             |
| 1975-76              | 39   | 45   | 46,4 | Perdono le Division Semifinals                                                                                   | Kentucky 2, Indiana 1                                                                          |
| Totale ABA           | 427  | 317  | 57,4 | |                                                                                                |
| Playoff ABA          | 69   | 50   | 58,0 | 3 Titoli ABA | 3 Titoli ABA                                                                                   |
| Indiana Pacers (NBA) |      |      |      | |                                                                                                |
| 1976-77              | 36   | 46   | 43,9 | |                                                                                                |
| 1977-78              | 31   | 51   | 37,8 | |                                                                                                |
| 1978-79              | 38   | 44   | 46,3 | |                                                                                                |
| 1979-80              | 37   | 45   | 45,1 | |                                                                                                |
| 1980-81              | 44   | 38   | 53,7 | Perdono il primo turno                                                                                           | Philadelphia 2, Indiana 0                                                                      |
| 1981-82              | 35   | 47   | 42,7 | |                                                                                                |
| 1982-83              | 20   | 62   | 24,4 | |                                                                                                |
| 1983-84              | 26   | 56   | 31,7 | |                                                                                                |
| 1984-85              | 22   | 60   | 26,8 | |                                                                                                |
| 1985-86              | 26   | 56   | 31,7 | |                                                                                                |
| 1986-87              | 41   | 41   | 50,0 | Perdono il primo turno                                                                                           | Atlanta 3, Indiana 1                                                                           |
| 1987-88              | 38   | 44   | 46,3 | |                                                                                                |
| 1988-89              | 28   | 54   | 34,1 | |                                                                                                |
| 1989-90              | 42   | 40   | 68,3 | Perdono il primo turno                                                                                           | Detroit 3, Indiana 0                                                                           |
| 1990-91              | 41   | 41   | 50,0 | Perdono il primo turno                                                                                           | Boston 3, Indiana 2                                                                            |
| 1991-92              | 40   | 42   | 48,8 | Perdono il primo turno                                                                                           | Boston 3, Indiana 0                                                                            |
| 1992-93              | 41   | 41   | 50,0 | Perdono il primo turno                                                                                           | New York 3, Indiana 1                                                                          |
| 1993-94              | 47   | 35   | 57,3 | Vincono il primo turno Vincono le semifinali di conference Perdono le finali di conference                       | Indiana 3, Orlando 0 Indiana 4, Atlanta 2 New York 4, Indiana 3                                |
| 1994-95              | 52   | 30   | 63,4 | Vincono il primo turno Vincono le semifinali di conference Perdono le finali di conference                       | Indiana 3, Atlanta 0 Indiana 4, New York 3 Orlando 4, Indiana 3                                |
| 1995-96              | 52   | 30   | 63,4 | Perdono il primo turno                                                                                           | Atlanta 3, Indiana 2                                                                           |
| 1996-97              | 39   | 43   | 47,6 | |                                                                                                |
| 1997-98              | 58   | 24   | 70,7 | Vincono il primo turno Vincono le semifinali di conference Perdono le finali di conference                       | Indiana 3, Cleveland 1 Indiana 4, New York 1 Chicago 4, Indiana 3                              |
| 1998-99              | 33   | 17   | 66,0 | Vincono il primo turno Vincono le semifinali di conference Perdono le finali di conference                       | Indiana 3, Milwaukee 0 Indiana 4, Philadelphia 0 New York 4, Indiana 2                         |
| 1999-00              | 56   | 26   | 68,3 | Vincono il primo turno Vincono le semifinali di conference Vincono le finali di conference Perdono le finali NBA | Indiana 3, Milwaukee 2 Indiana 4, Philadelphia 2 Indiana 4, New York 2 LA Lakers 4, Indiana 2  |
| 2000-01              | 41   | 41   | 50,0 | Perdono il primo turno                                                                                           | Philadelphia 3, Indiana 1                                                                      |
| 2001-02              | 42   | 40   | 51,2 | Perdono il primo turno                                                                                           | New Jersey 3, Indiana 2                                                                        |
| 2002-03              | 48   | 34   | 58,5 | Perdono il primo turno                                                                                           | Boston 4, Indiana 2                                                                            |
| 2003-04              | 61   | 21   | 74,4 | Vincono il primo turno Vincono le semifinali di conference Perdono le finali di conference                       | Indiana 4, Boston 0 Indiana 4, Miami 2 Detroit 4, Indiana 2                                    |
| 2004-05              | 44   | 38   | 53,7 | Vincono il primo turno Perdono le Conference Semifinals                                                          | Indiana 4, Boston 3 Detroit 4, Indiana 2                                                       |
| 2005-06              | 41   | 41   | 50,0 | Perdono il primo turno                                                                                           | New Jersey 4, Indiana 2                                                                        |
| 2006-07              | 35   | 47   | 42,6 | |                                                                                                |
| 2007-08              | 36   | 46   | 43,9 | |                                                                                                |
| 2008-09              | 36   | 46   | 43,9 | |                                                                                                |
| 2009-10              | 32   | 50   | 39,0 | |                                                                                                |
| 2010-11              | 37   | 45   | 45,1 | Perdono il primo turno                                                                                           | Chicago 4, Indiana 1                                                                           |
| 2011-12              | 42   | 24   | 63,6 | Vincono il primo turno Perdono le semifinali di conference                                                       | Indiana 4, Orlando 1 Miami 4, Indiana 2                                                        |
| 2012-13              | 49   | 32   | 60,5 | Vincono il primo turno Vincono le semifinali di conference Perdono le finali di conference                       | Indiana 4, Atlanta 2 Indiana 4, New York 2 Miami 4, Indiana 3                                  |
| 2013-14              | 56   | 26   | 68,3 | Vincono il primo turno Vincono le semifinali di conference Perdono le finali di conference                       | Indiana 4, Atlanta 3 Indiana 4, Washington 2 Miami 4, Indiana 2                                |
| 2014-15              | 38   | 44   | 46,3 | |                                                                                                |
| 2015-16              | 45   | 37   | 54,9 | Perdono il primo turno                                                                                           | Toronto 4, Indiana 3                                                                           |
| 2016-17              | 42   | 40   | 51,2 | Perdono il primo turno                                                                                           | Cleveland 4, Indiana 0                                                                         |
| 2017-18              | 48   | 34   | 58,5 | Perdono il primo turno                                                                                           | Cleveland 4, Indiana 3                                                                         |
| 2018-19              | 48   | 34   | 58,5 | Perdono il primo turno                                                                                           | Boston 4, Indiana 0                                                                            |
| 2019-20              | 45   | 28   | 61,6 | Perdono il primo turno                                                                                           | Miami 4, Indiana 0                                                                             |
| 2020-21              | 34   | 38   | 47,2 | Vincono il Play-in Game 9-10 Perdono il Play-in Game 8-9                                                         | Indiana 1, Charlotte 0 Washington 1, Indiana 0                                                 |
| 2021-22              | 25   | 57   | 30,5 | |                                                                                                |
| 2022-23              | 35   | 47   | 42,7 | |                                                                                                |
| 2023-24              | 47   | 35   | 57,3 | Vincono il primo turno Vincono le semifinali di conference Perdono le finali di conference                       | Indiana 4, Milwaukee 2 Indiana 4, New York 3 Boston 4, Indiana 0                               |
| 2024-25              | 50   | 32   | 61,0 | Vincono il primo turno Vincono le semifinali di conference Vincono le finali di conference Perdono le finali NBA | Indiana 4, Milwaukee 1 Indiana 4, Cleveland 1 Indiana 4, New York 2 Oklahoma City 4, Indiana 3 |
| Totale NBA           | 1980 | 1970 | 50,1 | |                                                                                                |
| Playoff NBA          | 137  | 143  | 48,9 | |                                                                                                |
| Totale ABA-NBA       | 2410 | 2291 | 51,3 | |                                                                                                |
| Playoff ABA-NBA      | 207  | 193  | 51,8 | |                                                                                                |

## Membri della Basketball Hall of Fame
| Membri degli Indiana Pacers nella Basketball Hall of Fame | Membri degli Indiana Pacers nella Basketball Hall of Fame | Membri degli Indiana Pacers nella Basketball Hall of Fame | Membri degli Indiana Pacers nella Basketball Hall of Fame | Membri degli Indiana Pacers nella Basketball Hall of Fame |
| Giocatori                                                 | Giocatori                                                 | Giocatori                                                 | Giocatori                                                 | Giocatori                                                 |
| Num.                                                      | Nome                                                      | Ruolo                                                     | Stagione/i                                                | Introdotto                                                |
| --------------------------------------------------------- | --------------------------------------------------------- | --------------------------------------------------------- | --------------------------------------------------------- | --------------------------------------------------------- |
| 22                                                        | Alex English                                              | AP                                                        | 1978–1980                                                 | 1997                                                      |
| 4                                                         | Adrian Dantley                                            | AP                                                        | 1977                                                      | 2008                                                      |
| 25                                                        | Gus Johnson                                               | AP/AG                                                     | 1972–1973                                                 | 2010                                                      |
| 17                                                        | Chris Mullin                                              | AP/G                                                      | 1997-2000                                                 | 2011                                                      |
| 34                                                        | Mel Daniels                                               | C                                                         | 1968–1974                                                 | 2012                                                      |
| 31                                                        | Reggie Miller                                             | G                                                         | 1987–2005                                                 | 2012                                                      |
| 1 35                                                      | Roger Brown                                               | AP                                                        | 1967–1974 1975                                            | 2013                                                      |
| 30                                                        | George McGinnis                                           | AG/AP                                                     | 1971–1975 1980-1982                                       | 2017                                                      |
| 14                                                        | Tim Hardaway                                              | P                                                         | 2003                                                      | 2022                                                      |
| Allenatori                                                |                                                           |                                                           |                                                           |                                                           |
| Nome                                                      | Nome                                                      | Ruolo                                                     | Stagione/i                                                | Introdotto                                                |
| Jack Ramsay                                               | Jack Ramsay                                               | Allenatore                                                | 1986–1988                                                 | 1992                                                      |
| Larry Brown                                               | Larry Brown                                               | Allenatore                                                | 1993–1997                                                 | 2002                                                      |
| Bobby Leonard                                             | Bobby Leonard                                             | Allenatore                                                | 1968–1980                                                 | 2014                                                      |
| Contributori                                              |                                                           |                                                           |                                                           |                                                           |
| Nome                                                      | Nome                                                      | Ruolo                                                     | Stagione/i                                                | Introdotto                                                |
| Herb Simon                                                | Herb Simon                                                | Proprietario                                              | 1983–presente                                             | 2024                                                      |

### FIBA Hall of Fame
| Membri Indiana Pacers nella FIBA Hall of Fame | Membri Indiana Pacers nella FIBA Hall of Fame | Membri Indiana Pacers nella FIBA Hall of Fame | Membri Indiana Pacers nella FIBA Hall of Fame | Membri Indiana Pacers nella FIBA Hall of Fame |
| Giocatori                                     | Giocatori                                     | Giocatori                                     | Giocatori                                     | Giocatori                                     |
| Num.                                          | Nome                                          | Ruolo                                         | Stagione/i                                    | Introdotto                                    |
| --------------------------------------------- | --------------------------------------------- | --------------------------------------------- | --------------------------------------------- | --------------------------------------------- |
| 11                                            | Detlef Schrempf                               | AP/AG                                         | 1989–1993                                     | 2021                                          |
| 16                                            | Peja Stojaković                               | AP                                            | 2006                                          | 2024                                          |
| 31                                            | Reggie Miller                                 | G                                             | 1987–2005                                     | 2024                                          |

## Giocatori

### Numeri ritirati
| Numeri ritirati Indiana Pacers |                 |            |                     |                 |
| Num.                           | Giocatore       | Ruolo      | Stagione/i          | Giorno ritiro   |
| 30                             | George McGinnis | F          | 1971–1975 1980–1982 | 2 Novembre 1985 |
| 31                             | Reggie Miller   | G          | 1987–2005           | 30 Marzo 2006   |
| 34                             | Mel Daniels     | C          | 1968–1974           | 2 Novembre 1985 |
| 35                             | Roger Brown     | F          | 1967–1974 1975      | 2 Novembre 1985 |
| 529                            | Bobby Leonard   | Allenatore | 1968–1980           | 15 Marzo 1996   |

## Allenatori
| Legenda | Legenda                                                       |
| ------- | ------------------------------------------------------------- |
| PA      | Partite allenate                                              |
| V       | Vittorie                                                      |
| S       | Sconfitte                                                     |
| V%      | Percentuale di vittorie                                       |
|         | Ha trascorso l'intera sua carriera da allenatore con i Pacers |
|         | Eletto nella Basketball Hall of Fame come allenatore          |

Note: Statistiche aggiornate a fine stagione 2023-2024.
| Indiana Pacers (ABA) |                 |           |     |     |     |      |     |    |    |      |                                          |        |
| 1                    | Larry Staverman | 1967–1968 | 87  | 40  | 47  | .460 | 3   | 0  | 3  | .000 |                                          | [ 3 ]  |
| 2                    | Bobby Leonard   | 1968–1976 | 657 | 387 | 270 | .589 | 116 | 69 | 47 | .595 | 3 titoli ABA (1970, 1972, 1973)          | [ 4 ]  |
| Indiana Pacers (NBA) |                 |           |     |     |     |      |     |    |    |      |                                          |        |
| —                    | Bobby Leonard   | 1976–1980 | 328 | 142 | 186 | .433 | —   | —  | —  | —    |                                          | [ 4 ]  |
| 3                    | Jack McKinney   | 1980–1984 | 328 | 125 | 203 | .381 | 2   | 0  | 2  | .000 | 1980–81 Allenatore dell'anno NBA         | [ 5 ]  |
| 4                    | George Irvine   | 1984–1986 | 164 | 48  | 116 | .293 | —   | —  | —  | —    |                                          | [ 6 ]  |
| 5                    | Jack Ramsay     | 1986–1988 | 171 | 79  | 92  | .462 | 4   | 1  | 3  | .250 | Nella top 10 allenatori della storia NBA | [ 7 ]  |
| 6                    | Mel Daniels     | 1988      | 2   | 0   | 2   | .000 | —   | —  | —  | —    |                                          | [ 8 ]  |
| —                    | George Irvine   | 1988–1989 | 20  | 6   | 14  | .300 | —   | —  | —  | —    |                                          | [ 6 ]  |
| 7                    | Dick Versace    | 1989-1990 | 160 | 73  | 87  | .456 | 3   | 0  | 3  | .000 |                                          | [ 9 ]  |
| 8                    | Bob Hill        | 1990–1993 | 221 | 113 | 108 | .511 | 12  | 3  | 9  | .250 |                                          | [ 10 ] |
| 9                    | Larry Brown     | 1993–1997 | 328 | 190 | 138 | .579 | 38  | 22 | 16 | .579 |                                          | [ 11 ] |
| 10                   | Larry Bird      | 1997–2000 | 214 | 147 | 67  | .687 | 52  | 32 | 20 | .615 | 1997–98 Allenatore dell'anno NBA         | [ 12 ] |
| 11                   | Isiah Thomas    | 2000–2003 | 246 | 131 | 115 | .533 | 15  | 5  | 10 | .333 |                                          | [ 13 ] |
| 12                   | Rick Carlisle   | 2003–2007 | 328 | 181 | 147 | .552 | 35  | 18 | 17 | .514 |                                          | [ 14 ] |
| 13                   | Jim O'Brien     | 2007–2011 | 290 | 121 | 169 | .417 | —   | —  | —  | —    |                                          | [ 15 ] |
| 14                   | Frank Vogel     | 2011–2016 | 431 | 250 | 181 | .580 | 59  | 30 | 29 | .580 |                                          | [ 16 ] |
| 15                   | Nate McMillan   | 2016–2020 | 319 | 183 | 136 | .574 | 19  | 3  | 16 | .158 |                                          | [ 17 ] |
| 16                   | Nate Bjorkgren  | 2020–2021 | 72  | 34  | 38  | .472 | —   | —  | —  | —    |                                          | [ 18 ] |
| —                    | Rick Carlisle   | 2021-     | 246 | 107 | 139 | .435 | 17  | 8  | 9  | .471 |                                          | [ 14 ] |

### Membri della Basketball Hall of Fame
- Larry Bird (ex allenatore ed ora dirigente; inserito come giocatore dei Boston Celtics)
- Larry Brown
- Jack Ramsay
- Isiah Thomas (ex allenatore; inserito come giocatore dei Detroit Pistons)
- Reggie Miller
- Mel Daniels (primo giocatore degli Indiana Pacers ad essere inserito per tale)
- Roger Brown

## Leader di franchigia
Dati aggiornati al 25 maggio 2025.
- In Grassetto i giocatori ancora in attività con gli Indiana Pacers
- In Corsivo i giocatori ancora in attività in altre squadre NBA.

Le statistiche prendono in considerazione le partite di regular season NBA e ABA.
1. Reggie Miller: 25.279
2. Rik Smits: 12.871
3. Billy Knight: 10.780
4. Roger Brown: 10.058
5. Jermaine O'Neal: 9.580
6. Danny Granger: 9.571
7. George McGinnis: 9.545
8. Vern Fleming: 9.535
9. Mel Daniels: 9.314
10. Freddie Lewis:9.257

1. Reggie Miller: 4.141
2. Vern Fleming: 4.038
3. Mark Jackson: 3.294
4. Jamaal Tinsley: 2.786
5. Don Buse: 2.737
6. Freddie Lewis: 2.279
7. Tyrese Haliburton: 2.259
8. Roger Brown: 2.214
9. T.J. McConnell: 2.080
10. Bill Keller: 1.980

1. Reggie Miller: 1.389
2. Rik Smits: 867
3. Vern Fleming: 816
4. Jeff Foster: 764
5. Dale Davis: 671
6. Myles Turner: 642
7. Billy Knight: 585
8. Herb Williams: 577
9. Freddie Lewis: 575
10. Roger Brown: 559

1. Reggie Miller: 1.505
2. Don Buse: 1.177
3. Vern Fleming: 885
4. George McGinnis: 752
5. Paul George: 740
6. Jamaal Tinsley: 660
7. Billy Knight: 651
8. Danny Granger: 545
9. Derrick McKey: 512
10. Jeff Foster: 507

1. Mel Daniels: 7.643
2. Dale Davis: 6.006
3. Rik Smits: 5.277
4. Jeff Foster: 5.248
5. George McGinnis: 5.219
6. Jermaine O'Neal: 4.933
7. Bob Netolicky: 4.566
8. Herb Williams: 4.494
9. Myles Turner: 4.349
10. Reggie Miller: 4.182

1. Myles Turner: 1.412
2. Jermaine O'Neal: 1.245
3. Rik Smits: 1.111
4. Herb Williams: 1.094
5. Roy Hibbert: 990
6. Dale Davis: 904
7. Darnell Hillman: 611
8. Danny Granger: 471
9. Len Elmore: 423
10. Clemon Johnson: 415

## Palmarès

### ABA
| Palmarès ABA Indiana Pacers          |        |                                                                       |
|                                      | Titoli | Anni                                                                  |
| Titoli ABA                           | 3      | 1970, 1972, 1973 (record)                                             |
| Titoli ABA Division (Playoffs)       | 5      | 1969, 1970, 1972, 1973, 1975 (record)                                 |
| Titoli ABA Division (Regular Season) | 3      | 1968-1969, 1969-1970, 1970-1971 (record condiviso con gli Utah Stars) |

### NBA
| Palmarès NBA Indiana Pacers |        |                                                                  |
|                             | Titoli | Anni                                                             |
| Titoli di Conference        | 2      | 2000, 2025                                                       |
| Titoli di Division          | 6      | 1994-1995, 1998-1999, 1999-2000, 2003-2004, 2012-2013, 2013-2014 |

## Premi e riconoscimenti individuali

### ABA
ABA Most Valuable Player Award (record condiviso con i New York Nets)
- Mel Daniels - 1969, 1971
- George McGinnis - 1975

ABA Playoffs Most Valuable Player (record)
- Roger Brown - 1970
- Freddie Lewis - 1972
- George McGinnis - 1973

ABA All-Star Game Most Valuable Player Award 
- Mel Daniels - 1971

ABA All-Star Game
- Mel Daniels - 1969, 1970, 1971, 1972, 1973, 1974
- Roger Brown - 1968, 1970, 1971, 1972
- Bob Netolicky - 1968, 1969, 1970, 1971
- Freddie Lewis - 1968, 1970, 1972
- George McGinnis - 1973, 1974, 1975
- Billy Knight - 1976
- Don Buse - 1976

ABA All-Star Game head coaches
- Slick Leonard – 1970

ABA All-Time Team
- Mel Daniels
- George McGinnis
- Roger Brown
- Donnie Freeman
- Freddie Lewis
- Billy Knight
- Bob Netolicky
- Warren Jabali

ABA All-Time Coach
- Slick Leonard

All-ABA First Team (record condiviso con i Denver Nuggets)
- Mel Daniels - 1969, 1970, 1971
- Roger Brown - 1971
- George McGinnis - 1974, 1975
- Billy Knight - 1976

All-ABA Second Team
- Roger Brown - 1968, 1970
- Bob Netolicky -1970
- George McGinnis - 1973
- Mel Daniels - 1973
- Don Buse - 1976

ABA All-Defensive Team
- Don Buse - 1975, 1976

ABA All-Rookie Team
- Bob Netolicky - 1968
- George McGinnis - 1972
- Billy Knight - 1975

### NBA
NBA Defensive Player of the Year Award
- Ron Artest - 2004

NBA Rookie of the Year Award
- Chuck Person - 1987

NBA Sixth Man of the Year Award
- Detlef Schrempf - 1991, 1992

NBA Most Improved Player Award (record condiviso con gli Orlando Magic)
- Jalen Rose - 2000
- Jermaine O'Neal - 2002
- Danny Granger - 2009
- Paul George - 2013
- Victor Oladipo - 2018

NBA Coach of the Year Award
- Jack McKinney - 1981
- Larry Bird - 1998

NBA Executive of the Year Award
- Larry Bird - 2012

NBA All-Star selections
- Jermaine O'Neal - 2002, 2003, 2004, 2005, 2006, 2007
- Reggie Miller - 1990, 1995, 1996, 1998, 2000
- Paul George - 2013, 2014, 2016, 2017
- Roy Hibbert - 2012, 2014
- Victor Oladipo - 2018, 2019
- Domantas Sabonis - 2020, 2021
- Billy Knight - 1977
- Don Buse - 1977
- Detlef Schrempf - 1993
- Rik Smits - 1998
- Dale Davis - 2000
- Brad Miller - 2003
- Ron Artest - 2004
- Danny Granger - 2009
- Tyrese Haliburton - 2023, 2024
- Pascal Siakam - 2025

NBA Slam Dunk Contest
- Darnell Hillman - 1977
- Fred Jones - 2004
- Glenn Robinson - 2017

NBA Skills Challenge
- Domantas Sabonis - 2021

NBA All-Star Game head coaches
- Larry Bird – 1998
- Isiah Thomas – 2003
- Rick Carlisle – 2004
- Frank Vogel – 2014

All-NBA Second Team
- Jermaine O'Neal - 2004

All-NBA Third Team
- Reggie Miller - 1995, 1996, 1998
- Jermaine O'Neal - 2002, 2003
- Ron Artest - 2004
- Paul George - 2013, 2014, 2016
- Victor Oladipo - 2018
- Tyrese Haliburton - 2024, 2025

NBA All-Defensive First Team
- Don Buse - 1977
- Ron Artest - 2004
- Paul George - 2014
- Victor Oladipo - 2018

NBA All-Defensive Second Team
- Dudley Bradley - 1981
- Micheal Williams - 1992
- Derrick McKey - 1995, 1996
- Ron Artest - 2003
- Paul George - 2013, 2016
- Roy Hibbert - 2014

NBA Rookie First Team
- Clark Kellogg - 1983
- Steve Stipanovich - 1984
- Chuck Person - 1987
- Rik Smits - 1989
- Bennedict Mathurin - 2023

NBA Rookie Second Team
- Jamaal Tinsley - 2002
- Danny Granger - 2006
- Paul George - 2011
- Myles Turner - 2016
- Chris Duarte - 2022